# Helen Clayton
Pour les articles homonymes, voir Clayton.
Pas d'image ? Cliquez ici

a Compétitions nationales et continentales officielles uniquement.

b Matchs officiels uniquement.
Helen Clayton, née le 17 juin 1971 à Wigan (Angleterre), est une joueuse internationale anglaise de rugby à XV de 1,67 m pour 71 kg, occupant le poste de troisième ligne aile aux Saracens durant sa carrière.

## Biographie
Elle connaît sa première cape en équipe d'Angleterre contre les Pays-Bas en 1994.

## Palmarès
- Vainqueur de la Coupe du monde en 2006.